# Котляр Микола Федорович
Мико́ла Фе́дорович Котля́р (4 липня 1932, місто Кам'янець-Подільський — 15 жовтня 2021, місто Київ) — український історик, спеціаліст з середньовічної історії України та української нумізматики, джерелознавець, історіограф. Доктор історичних наук (1973), професор Львівського національного університету імені Івана Франка.
Випускник Київського університету (1956). Співробітник Інституту історії НАН України (з 1965; з 1996 — головний науковий співробітник). Член-кореспондент НАН України (з 14 квітня 1995 року). Заслужений діяч науки і техніки України (1996). Лауреат Державної премії України в галузі науки і техніки за 2001 рік. Лауреат премії імені Миколи Костомарова НАН України (2003).

## Біографія
Народився у Кам'янці-Подільському, УРСР. Закінчив середню школу у Полтаві із золотою медаллю.
1950 року вступив на факультет міжнародних відносин Київського державного університету імені Тараса Шевченка. 1956 року закінчив історичний факультет Київського університету. 1956—1960 працював на посаді консультанта з питань історії відділу бібліографії Центральної наукової бібліотеки АН УРСР.
1960 року Микола Федорович вступив до аспірантури відділу нумізматики Державного Ермітажу в Ленінграді, де під керівництвом відомого нумізмата Івана Спаського підготував і 1965 року захистив на спеціалізованій раді Інституту історії АН СРСР кандидатську дисертацію «Галицька Русь XIV—XV століть (історико-нумізматичне дослідження)».
Після повернення до Києва Котляр деякий час працював науковим редактором видавництва «Наукова думка», а з червня 1965 року став співробітником в Інституті історії АН УРСР (нині Інститут історії України НАН України). 1972 року захистив тут докторську дисертацію «Грошовий обіг України доби феодалізму». У 1982—1996 роках — завідувач сектору історії Київської Русі відділення історії України середніх віків. Від 1996 року — головний науковий співробітник.
1995 року обраний членом-кореспондентом НАН України.

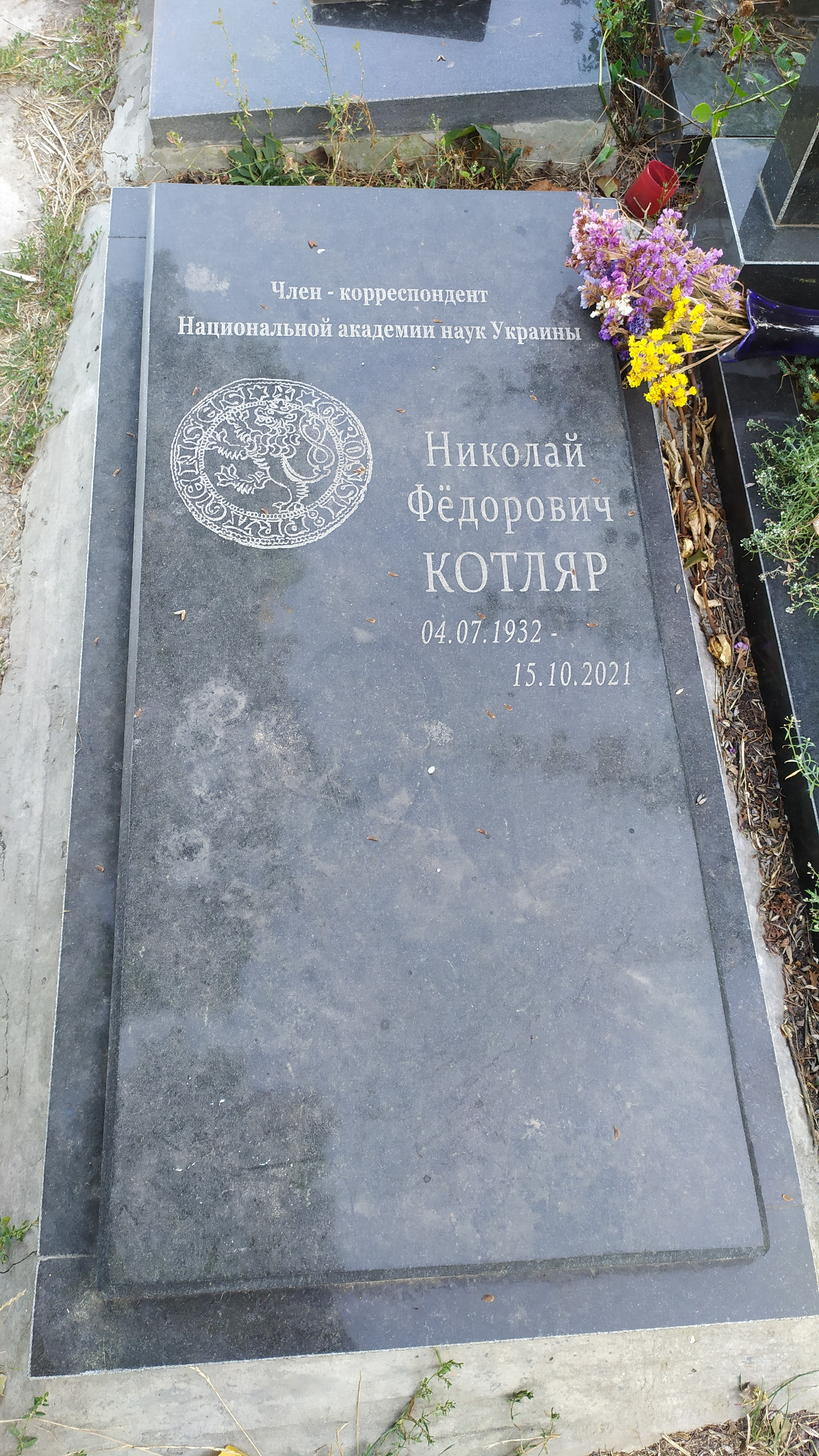
Могила Миколи Котляра, Байкове кладовище

На початку наукової кар'єри викладав у Київському педагогічному інституті (нині Національний педагогічний університет імені Михайла Драгоманова) та в Київському філіалі Львівського поліграфічного інституту імені Івана Федорова. Пізніше у різні роки викладав в університетах Варшави, Кракова (Польща), Венеції, Падуї (Італія), Стокгольма, Упсали (Швеція) та інших навчальних закладах. Професор Львівського університету та Київського славістичного університету.
Стипендіат Національного історичного музею Швеції (1991—1993) та Венеціанського університету. Іноземний член Польського археологічного і нумізматичного товариства. Співорганізатор щорічної міжнародної наукової конференції «Восточная Европа в древности и средневековье. Пашутинские чтения» (Москва). У різні роки — член Нумізматичної комісії АН СРСР та Українського комітету славістів. Був віце-президентом Асоціації візантиністів України; членом редколегії журналів «Український історичний журнал» і «Архіви України». В останні роки активно співпрацював із журналом «Київська старовина»; входив до складу редколегії «Енциклопедії історії України», «Энциклопедии Древней Руси» (Москва).
Помер на 90-му році життя 15 жовтня 2021 року у Києві. Був кремований, прах похований у колумбарії Байкового кладовища (50°25′0.20″ пн. ш. 30°30′10.05″ сх. д. / 50.4167222° пн. ш. 30.5027917° сх. д.).

## Праці

### Дисертації
- Кандидатська: Галицька Русь XIV—XV століть (історико-нумізматичне дослідження) (1965; відділ нумізматики Ермітажу, керівник Іван Спаський)
- Докторська: Грошовий обіг України доби феодалізму (1972; Інститут історії АН УРСР)

### Монографії
- Удельная раздробленность Руси / НАН Украины. Институт истории Украины. — К., 2013.
- Нариси воєнного мистецтва Давньої Русі. — К., 2010.
- Духовний світ літописання / НАН України. Інститут історії України. — К., 2011.
- Київський літопис XII століття. Історичне дослідження / НАН України. Інститут історії України. — К., 2009.
- Княжа служба в Київській Русі. — К., 2009.
- Княжий двір Південної Русі X—XIII ст. / НАН України. Інститут історії України. — К.: Наукова думка, 2008. (у співавторстві із В. Ричкою).
- Воєнне мистецтво Давньої Русі. — К., 2005.
- Дипломатия Южной Руси. — СПб., 2003.
- Галицько-Волинський літопис. Дослідження, Текст. Коментар. — К., 2002 (редактор).
- Данило Галицький. — К., 2002.
- Історія дипломатії Південно-Західної Русі. — К., 2002.
- Історія давньоруської державності. — К., 2002.
- Данило Галицький. — К., 2001.
- Як і чому настала удільна розробленість на Русі (ХІІ–ХІІІ ст.) — К., 1998.
- Галицько-Волинська Русь. — К., 1998.
- Древнерусская государственность. — СПб., 1998.
- Історія України в особах: Давньоруська держава. — К., 1996.
- Давньоруські монетні гривні. — Стокгольм, 1995 (англійською мовою).
- Русь язичницька: Біля витоків східнослов'янської цивілізації. — К., 1995.
- Галицько-Волинський літопис XIII ст. — К., 1993.
- Полководці Давньої Русі. — К., 1991.
- Древняя Русь и Киев в летописных преданиях и легендах. — К., 1986.
- Формирование территории и возникновение городов Галицко-Волынской Руси X—XIII вв. — К., 1985.
- Київська Русь — колиска трьох братніх народів: До 1500-річчя заснування м. Києва. — К., 1981.
- Нариси історії обігу й лічби монет на Україні XIV—XVIII ст. — К., 1981.
- Данило Галицький. — К., 1979.
- Знахідки монет на території України XIV—XVI ст. — Варшава, Краків, Гданськ, 1977.
- Грошовий обіг га лічба монет XIV—XVIII ст. на Україні. — К., 1975.
- Грошовий обіг на території України доби феодалізму. — К.., 1971.
- Шукачі й дослідники скарбів [Архівовано 30 січня 2022 у Wayback Machine.]. — К.: Наукова думка, 1971.
- Рюриковичі в Галичині й на Волині // Український історичний журнал. — 2008. — № 3 (480). — С. 30–45. — ISSN 0130-5247.
- Історія суспільного життя Русі: Нариси. — К.: Ін-т історії України НАН України, 2016. — 288 с.

### Статті
Протягом 2003—2013 років друкувався в енциклопедії історії України.
- Андрій Володимирович Добрий [Архівовано 16 березня 2017 у Wayback Machine.]
- Василько Ростиславич [Архівовано 1 червня 2016 у Wayback Machine.]
- Ізяслав Ярославич
- Київські повстання 11—12 століть [Архівовано 17 серпня 2016 у Wayback Machine.]
- Нежатина нива, битва 1078 [Архівовано 9 жовтня 2016 у Wayback Machine.]
- Святополк-Михаїл Ізяславич [Архівовано 9 липня 2016 у Wayback Machine.]
- Святослав Ярославич [Архівовано 4 листопада 2013 у Wayback Machine.]

## Нагороди, премії, звання
22 серпня 1996 року Миколі Котляру надано звання «Заслужений діяч науки і техніки України» — за плідну наукову діяльність, вагомий внесок у дослідження історико-культурної спадщини України.
3 грудня 2001 року Миколі Котляру в складі групи істориків (серед них Валерій Смолій, Олександр Реєнт, Станіслав Кульчицький, Віктор Даниленко, Олена Русина, Олексій Толочко, Володимир Баран, Валерій Степанков і Володимир Трощинський) присуджено Державну премію України в галузі науки і техніки 2001 року за цикл праць «Україна крізь віки» . У цьому циклі Котляру належить том 5 «Галицько-Волинська Русь» (1998) .
Удостоєний відзнаки Національної академії наук України «За наукові досягнення» (2006), медалі Кам'янець-Подільського національного університету імені Івана Огієнка «За вагомий внесок у розвиток освіти та науки» (2011), відзнакою НАН України «За підготовку наукової зміни» (2012).
Нагороджений орденом «За заслуги» III ступеня (2012), Почесною грамотою Верховної Ради України «За особливі заслуги перед українським народом» (2012).